# Scottish Third Division 2005-2006
La Scottish Third Division 2005-2006 è stata la 12ª edizione del torneo e ha rappresentato la quarta categoria del calcio scozzese.

## Novità
A partire questa edizione, solo la vincitrice del campionato verrà promossa direttamente in Second Division, mentre la 2ª, 3ª e 4ª classificata disputeranno i play-off unitamente alla penultima classificata della divisione superiore.

## Squadre partecipanti
| Squadra            | Città              | Stadio              | Posizione 2004-2005                             |
| ------------------ | ------------------ | ------------------- | ----------------------------------------------- |
| Albion Rovers      | Coatbridge         | Cliftonhill Stadium | 9º posto                                        |
| Arbroath           | Arbroath           | Gayfield Park       | 9º posto in Scottish Second Division 2004-2005  |
| Berwick Rangers    | Berwick-upon-Tweed | Shielfield Park     | 10º posto in Scottish Second Division 2004-2005 |
| Cowdenbeath        | Cowdenbeath        | Central Park        | 3º posto                                        |
| East Fife          | Methil             | Bayview Stadium     | 8º posto                                        |
| East Stirlingshire | Falkirk            | Firs Park           | 10º posto                                       |
| Elgin City         | Elgin              | Borough Briggs      | 6º posto                                        |
| Montrose           | Montrose           | Links Park          | 5º posto                                        |
| Queen's Park       | Glasgow            | Hampden Park        | 4º posto                                        |
| Stenhousemuir      | Stenhousemuir      | Ochilview Park      | 7º posto                                        |

## Classifica finale
|  | Pos. | Squadra            | Pt | G  | V  | N  | P  | GF | GS | DR  |
|  | ---- | ------------------ | -- | -- | -- | -- | -- | -- | -- | --- |
|  | 1.   | Cowdenbeath        | 76 | 36 | 24 | 4  | 8  | 81 | 34 | +47 |
|  | 2.   | Berwick Rangers    | 76 | 36 | 23 | 7  | 6  | 54 | 27 | +27 |
|  | 3.   | Stenhousemuir      | 73 | 36 | 23 | 4  | 9  | 78 | 38 | +40 |
|  | 4.   | Arbroath           | 55 | 36 | 16 | 7  | 13 | 57 | 47 | +10 |
|  | 5.   | Elgin City         | 52 | 36 | 15 | 7  | 14 | 55 | 58 | −3  |
|  | 6.   | Queen's Park       | 51 | 36 | 13 | 12 | 11 | 47 | 42 | +5  |
|  | 7.   | East Fife          | 43 | 36 | 13 | 4  | 19 | 48 | 64 | −16 |
|  | 8.   | Albion Rovers      | 29 | 36 | 7  | 8  | 21 | 39 | 60 | −21 |
|  | 9.   | Montrose           | 28 | 36 | 6  | 10 | 20 | 31 | 59 | −28 |
|  | 10.  | East Stirlingshire | 23 | 36 | 6  | 5  | 25 | 28 | 89 | −61 |

Legenda:

      Campione di Third Division e promossa in Second Division
      Ammesse ai play-off per la Second Division
Note:

Tre punti a vittoria, uno a pareggio, zero a sconfitta.

## Play-off promozione
Ai play-off partecipano la 2ª, 3ª e 4ª classificata della Third Division (Berwick Rangers, Stenhousemuir, Arbroath) e la 9ª classificata della Second Division 2005-2006 (Alloa Athletic).

### Semifinali
| Squadra 1     | Totale | Squadra 2       | Andata | Ritorno |
| ------------- | ------ | --------------- | ------ | ------- |
| Arbroath      | 1 – 2  | Alloa Athletic  | 1 – 1  | 0 – 1   |
| Stenhousemuir | 0 – 1  | Berwick Rangers | 0 – 1  | 0 - 0   |

### Finale
| Squadra 1      | Totale | Squadra 2       | Andata | Ritorno |
| -------------- | ------ | --------------- | ------ | ------- |
| Alloa Athletic | 5 – 2  | Berwick Rangers | 4 – 0  | 1 – 2   |